# جيم توماس (كرة سلة)
جيم توماس (بالإنجليزية: Jim Thomas)‏ مواليد 19 أكتوبر 1960 في ليكلاند، هو لاعب كرة سلة أمريكي سابق تحول إلى التدريب بعد الاعتزال بدأ مسيرته الاحترافية في سنة 1983 يدرب فريق أتلانتا هوكس. يبلغ طوله 6 قدم 3 بوصة (1.9 م). مثّل منتخب بلاده. اعتزل اللعب في 1994.

## فرق لعب لها
- إنديانا بايسرز
- لوس أنجلوس كليبرز
- مينيسيوتا تيمبر وولفز
- سي بي مورسيا

## الميداليات
| الميدالية | المسابقة                         |
| --------- | -------------------------------- |
| فضية      | بطولة كأس العالم لكرة السلة 1982 |

## روابط خارجية
- جيم توماس على موقع الاتحاد الدولي لكرة السلة (الإنجليزية)
- جيم توماس على موقع إن بي أي (الإنجليزية)
- جيم توماس على موقع سبورتس رفرنس (الإنجليزية)
- جيم توماس على موقع الدوري الإسباني لكرة السلة (الإسبانية)
- جيم توماس على موقع كلية كرة السلة في سبورتس رفرنس.كوم (الإنجليزية)
- جيم توماس على موقع ريلجم (الإنجليزية)
- جيم توماس على موقع بروبوليرز (الإنجليزية)
- جيم توماس على موقع سبورتس رفرنس (الإنجليزية)
- جيم توماس على موقع سبورتس رفرنس (الإنجليزية)